# Tele D
Tele D ist ein Lokalfernsehsender aus Diessenhofen, Kanton Thurgau, Schweiz und wird in den Kabelnetzen der Kantone Thurgau, Schaffhausen und St. Gallen verbreitet. Seit Frühling 2014 ist das Programm in der Deutschschweiz in den Kabelnetzen der Swisscom, UPC Schweiz und DCG Digital Cable Group zu empfangen.

## Geschichte
Tele D wurde 1985 unter dem Namen «Lokalfernsehen Diessenhofen» gegründet und ist somit die älteste Lokalfernsehstation der Schweiz.  Gründer, Leiter und Stiftungspräsident ist Peter Schuppli. Alle rund 40 Mitarbeiter arbeiten unentgeltlich und ehrenamtlich. Der Sender hat den Status eines beim Bundesamtes für Kommunikation BAKOM «gemeldeten TV-Programms» und kommt ohne Gelder aus dem Gebührensplitting oder Werbung aus.

## Stiftung
Der Sender wird von einer Stiftung betrieben. Mitglieder des Stiftungsrates sind: Peter Schuppli (Präsident), Silvia von Ballmoos (Vize-Präsidentin), Hans-Jürg Fehr, Viktor Giacobbo und Peter Spuhler. Das Jahresbudget betrug 2014 CHF 130‘000.--.

## Technik
Das Studio befindet sich in Räumlichkeiten der Gemeinde Diessenhofen und wurde von freiwilligen Mitarbeitern in ein Fernsehstudio umgebaut. Seit Juni 2007 sendete Tele D alle Eigenproduktionen im Sendeformat 16:9. Für Aussenproduktionen verfügt Tele D über einen Sendebus.

## Programm
Bekannt wurde der Sender durch seine zahlreichen Talksendungen mit Persönlichkeiten aus Politik, Wirtschaft, Sport und Unterhaltung. Der Adolf Ogi war der erste Bundesrat, welcher in Diessenhofen zu Gast war. Seit diesem Besuch in den 1980er Jahren besuchten bisher alle Bundesräte das Studio von Tele D. Tele D ist ausserdem bekannt für seine Sportübertragungen von Handball (Kadetten Schaffhausen) und Volleyball (VC Kanti Schaffhausen).

### Sendungen
- Abstimmungssendungen
- Atelier
- Beim ...
- Bildung aktuell
- Diä Wuche aktuell
- energie aktuell
- Forum D
- Hüt im Club
- Prominenz zu Gast
- Sport regional
- Sportübertragungen
- Tele D Stamm
- Thurgauer und Schaffhauser Parlamentarier ziehen Sessionsbilanz
- Uf-wieder-luege vor 20 Jahren bei Tele D
- Zur Person